# Heinfried Schumacher
Heinfried Schumacher (* 26. Januar 1953 in Bremen) ist ein deutscher Politiker (SPD). Er war von 1998 bis 2003 Abgeordneter im niedersächsischen Landtag.
Schumacher absolvierte nach dem Besuch der Realschule in Syke eine zweijährige Landwirtschaftslehre. Er besuchte eine Fachoberschule für Landbau in Hannover und eine für Sozialarbeit in Syke. Danach studierte er Sozialarbeit in Bremen und war von 1979 bis zu seiner Wahl in den Landtag 1998 beim Landkreis Nienburg an der Weser beschäftigt.
Schumacher ist seit 1974 Mitglied der SPD. Er war von 1976 bis 1991 und wieder ab 2001 Mitglied im Rat der Stadt Syke. Außerdem war er ab 1977 Mitglied im Kreistag des Landkreises Diepholz. Er war von 1998 bis 2003 Abgeordneter im niedersächsischen Landtag.
Im Jahre 2006 unterlag er bei der Wahl zum Syker Bürgermeister dem Amtsinhaber Harald Behrens in der Stichwahl.